# Mediothele
Mediothele là một chi nhện trong họ Hexathelidae.